# Siphon carotidien
Le siphon carotidien est une portion de l'artère carotide interne.

## Structure
Le siphon carotidien est un ensemble de courbures, formant un « S », de l'artère carotide interne. Il commence au coude du segment caverneux de l'artère et se termine au niveau de sa bifurcation terminale. Son trajet est ascendant, puis vers l'avant pour se terminer en montant médialement.

## Aspect clinique
Le trajet complexe a des implications hémodynamiques. Cette partie peut être le siège d'anévrismes.